# Cycas micholitzii
Cycas micholitzii — вид голонасінних рослин класу саговникоподібні (Cycadopsida).
Етимологія: Вшанування англ. W Micholitz (1854—1932), який зібрав типовий зразок. Micholitz був колекціонером рослин комах, в Азії й Новій Гвінеї.

## Опис
Стовбури безстеблеві, 10–15 см діаметром у вузькому місці; 2–6 листків у кроні. Листки яскраво-зелені, напівглянсові або тьмяні, завдовжки 110–240 см. Пилкові шишки вузько яйцюваті або веретеноподібні, жовті, 15–25 см, 3–5 см діаметром. Мегаспорофіли глибоко гребінчасті. Насіння яйцеподібне.

## Поширення, екологія
Країни поширення: Лаос; В'єтнам. Був зафіксований від 130 до 600 м над рівнем моря. Цей вид росте в низькому, чагарниковому, але досить щільному рідколіссі зі значним сезонними (мусонними) опадами і додатковими цілорічними гірськими опадами. Рослинність також може бути описана, як півтінні зарості й широколистяні мусонні ліси.

## Загрози та охорона
Велика частина середовища проживання C. micholitzii була очищена у В'єтнамі.